# Florencia Ortiz
Florencia Ortiz (Buenos Aires, 15 de diciembre de 1971) es una actriz y modelo argentina.

## Carrera
Conocida por haber interpretado a villanas en televisión en Argentina.
El 9 de noviembre de 2022 actuó como coprotagonista junto al actor uruguayo Gerardo Begérez en la obra El Ascensor, reestrenándola el 14 de abril de 2023 en el Teatro Barcelona.

## Vida personal
Contrajo matrimonio con Lucas Inza con quien tiene una hija llamada Eva. Vive en Premiá de Mar, provincia de Barcelona, España.

## Cine
| Año  | Título                       | Personaje       | Notas      |
| ---- | ---------------------------- | --------------- | ---------- |
| 1998 | Buenos Aires me mata         | Bailarina       |            |
| 2003 | ¿Quién es Alejandro Chomski? | Ella misma      | Documental |
| 2007 | La señal                     | Ivonne de Carlo |            |
| 2008 | La cámara oscura             | Ruth            |            |

## Televisión
| Año       | Título                        | Personaje                                         | Canal          |
| --------- | ----------------------------- | ------------------------------------------------- | -------------- |
| 1996      | 90 60 90 modelos              | Agustina Cisneros                                 | Canal 9        |
| 1997      | Los herederos del poder       | Betina                                            | Canal 9        |
| 1997      | Milady, la historia continúa  | Victoria Taylor Monti de López Quintana (villana) | Telefe         |
| 1998      | Muñeca brava                  | Pilar (villana secundaria)                        | Telefe         |
| 2000      | Los médicos de hoy            | Samanta                                           | Canal 9        |
| 2000      | Los buscas de siempre         | Ximena                                            | Canal 9        |
| 2001      | Los médicos de hoy 2          | Verónica                                          | Canal 9        |
| 2002      | ¡Ala... Dina!                 | Alma                                              | TVE            |
| 2003      | Autoestima                    | Julieta                                           | TV Pública     |
| 2005      | Amor en custodia              | Rubí Rosales                                      | Telefe         |
| 2005-2006 | Un cortado, historias de café | Valeria                                           | TV Pública     |
| 2006      | Se dice amor                  | Miranda Santillán Güemes (villana principal)      | Telefe         |
| 2006      | Amo de casa                   | Romina                                            | Canal 9        |
| 2007      | Patito feo                    | Emilia Escobar (actuación especial)               | Canal 13       |
| 2008      | Amanda O                      | Ángeles (villana)                                 | América TV     |
| 2008      | Mujeres de nadie              | Belén (villana invitada)                          | Canal 13       |
| 2009      | Champs 12                     | Andrea Márquez (villana)                          | América TV     |
| 2010      | Secretos de amor              | Sandra (villana)                                  | Telefe         |
| 2011      | Los únicos                    | Vanina (villana)                                  | Canal 13       |
| 2012      | Volver a nacer                | Jessica                                           | TV Pública     |
| 2012-2013 | Dulce amor                    | Gisela Martínez                                   | Telefe         |
| 2014      | Somos familia                 | Benigna "Nina" Miranda (villana)                  | Telefe         |
| 2014-2015 | Violetta                      | Priscila (villana)                                | Disney Channel |
| 2015      | Esperanza mía                 | Alicia (villana)                                  | El Trece       |
| 2017      | Dalia de las hadas            | Alberica                                          | La5            |

## Teatro
| Año       | Obra        | Dirección         | Autoría                                 |
| --------- | ----------- | ----------------- | --------------------------------------- |
| 1999      | Closer      | Marcelo Cosentino | Patrick Marber                          |
| 2022-2023 | El Ascensor | Antonio Castillo  | Patricia Álvarez y Sebastián Slepovich. |
| 2024      | El Mar      | Antonio Castillo  | Federico Roca                           |